# Theodor Eggendorfer
Theodor Eggendorfer (* 11. Oktober 1901 in Schönberg am Kamp, Niederösterreich; † 24. März 1980 ebenda) war ein österreichischer Politiker (ÖVP).

## Leben
Theodor Eggendorfer entstammte einer Familie von Winzern. Daher besuchte er nach der Volksschule in der Zeit von 1920 bis 1921 eine Weinbauschule in Krems. Danach war er als Weinhauer tätig.
Eggendorfers erstes politisches Mandat bekleidete er ab 1935, als er zum Bürgermeister seiner Heimatgemeinde Schönberg am Kamp gewählt wurde. Nach dem Anschluss Österreichs musste er 1938 von seinem Amt zurücktreten. Doch schon 1945 konnte Eggendorfer erneut in die Bürgermeisterstube einziehen; er blieb danach Bürgermeister bis 1960.
Im Dezember 1945 wurde Eggendorfer in Wien als Mitglied des Bundesrats vereidigt. In den 20 Jahren, in denen er bis Dezember 1965 als Bundesrat aktiv war, bekleidete er dreimal, 1956, 1961 und zuletzt 1965, das Amt des Bundesratspräsidenten. Innerhalb seiner Partei, der ÖVP, stieg er zum Bezirksparteivorsitzenden des Bezirks Krems-Land auf.
Doch auch um seinen Beruf machte sich Eggendorfer verdient. So wurde er zum Präsidenten des Bundesverbandes der Weinbautreibenden Österreichs gewählt.

## Auszeichnungen
- 1960: Großes Silbernes Ehrenzeichen für Verdienste um die Republik Österreich[1]
- 1965: Großes Silbernes Ehrenzeichen mit dem Stern für Verdienste um die Republik Österreich[1]